# Faro Punta Delgada (Chile)
El Faro Punta Delgada se ubica en la XII Región de Magallanes y de la Antártica Chilena, en el costado norte de uno de los principales puntos de cruce del Estrecho de Magallanes, entre el continente y la isla Grande de Tierra del Fuego, distante a 167 km de la ciudad de Punta Arenas.
Existe aquí un importante tráfico de naves, que trasladan vehículos de carga y particulares entre la localidad chilena de Punta Delgada y las de Cerro Sombrero y Porvenir. Fue inaugurado el 15 de mayo de 1898, su estructura tiene 11,7 m de altura y tiene un alcance luminoso de 19 millas náuticas.

## Historia
Se constituye de una edificación armada sobre la base de bloques de hormigón. El edificio fue construido con una superficie aproximada de 350 m² distribuidos en 10 habitaciones y un hall de acceso. En su diseño se utilizaron conceptos propios de la época, como alturas de piso a cielo superiores a 3 m, muros con ancho mínimo de 0,4 m, losa embovedada, elementos de madera con anchos mínimos de 0,15 m, molduras ornamentales exteriores de yeso, sobrecornisas, etc.
Una torre metálica que conforma el faro forma parte del edificio. Esta estructura sirve de soporte para una serie de equipos de medición, transmisión y emisión.
El faro posee una torre de fierro fundido sobre mampostería de concreto, con franjas blancas y rojas, y una casa adosada con techo de color rojo.
Asimismo, al igual que el Faro Punta Ángeles, posee un museo que alberga importantes piezas relativas al quehacer marítimo de la zona.

## Atractivo
Junto con visitar el Faro, se puede acceder al museo que contiene importantes elementos que han sido utilizados en la zona, también se tiene una vista panorámica de la Primera Angostura del Estrecho de Magallanes.